# Séquence IRM
 (février 2024).
Si vous disposez d'ouvrages ou d'articles de référence ou si vous connaissez des sites web de qualité traitant du thème abordé ici, merci de compléter l'article en donnant les références utiles à sa vérifiabilité et en les liant à la section « Notes et références ».
La séquence IRM est l'ensemble des paramètres définissant les impulsions de champ magnétique et les caractéristiques des mesures effectuées en imagerie par résonance magnétique.
Une séquence se caractérise par deux principaux paramètres: 
- Le temps d'écho (TE), durée entre le sommet de l'impulsion d'excitation et la moitié du temps de lecture,
- Le temps de répétition (TR), durée au bout de laquelle on reproduit la séquence.

## Séquence écho de spin (SE)
La première séquence IRM employée fut la séquence écho de spin. Cette dernière se décompose en:
1. Une impulsion 90° dite d'excitation à t=0
2. Une période de déphasage des spins dans le plan transverse des protons pendant TE/2
3. Une impulsion 180°, dite d'inversion
4. Un rephasage pendant TE/2
5. La lecture du signal (lecture de l'écho de spin) à TE

Ce processus est répété plusieurs fois afin de remplir l'espace K et d'obtenir une image.
Une variante plus moderne de la séquence en écho de spin est la séquence FSE (Fast Spin Echo). C'est une séquence dans laquelle chaque impulsion de 90° (d'excitation) est suivie de plusieurs d'impulsions de 180°. Cette séquence permet donc d'obtenir une image avec une unique impulsion de 90°.

## Séquence inversion-récupération (IR)

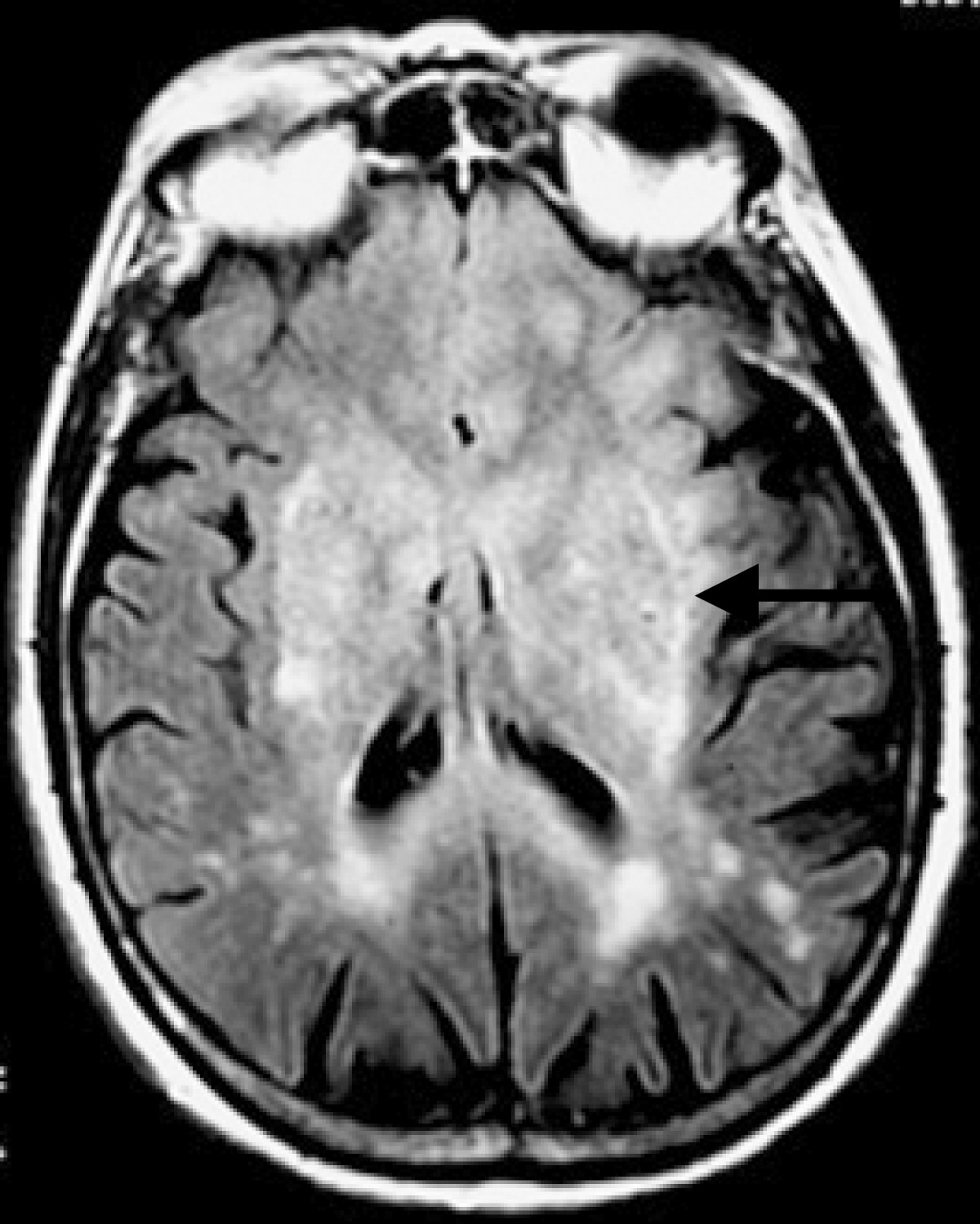
Séquence FLAIR (coupe axiale)

La séquence en inversion-récupération consiste à effectuer une impulsion RF à 180° dans le plan longitudinal avant d'effectuer une séquence écho de spin. Ce type de séquence est notamment utile pour obtenir un meilleur contraste entre les tissus ou bien la suppression du signal de certains tissus comme par exemple le LCR dans la Fluid-attenuated inversion recovery (séquence FLAIR) ou de la graisse dans la séquence STIR (Short Tau Inversion Recovery).